# Lo sperone nero
Lo sperone nero (Black Spurs) è un film del 1965 diretto da R.G. Springsteen.
È un film western statunitense con Rory Calhoun, Linda Darnell e Scott Brady.

## Produzione
Il film, diretto da R.G. Springsteen su una sceneggiatura di Steve Fisher, fu prodotto da A.C. Lyles per la A.C. Lyles Productions e girato nel ranch di Corriganville a Simi Valley e nell'Iverson Ranch a Chatsworth, Los Angeles, in California. Il brano della colonna sonora Black Spurs fu composto da By Dunham (parole) e Jimmy Haskell (musica).

## Distribuzione
Il film fu distribuito con il titolo Black Spurs negli Stati Uniti dal 1º giugno 1965 (première a New York il 28 maggio 1965) al cinema dalla Paramount Pictures.
Altre distribuzioni:
- in Germania Ovest il 16 luglio 1965 (Schwarze Sporen)
- in Finlandia il 23 luglio 1965 (Mustat kannukset)
- in Svezia il 29 luglio 1965 (Svarta sporrar)
- in Austria nel novembre del 1965 (Schwarze Sporen)
- nel Regno Unito il 19 novembre 1965
- in Danimarca il 18 luglio 1966 (Sorte sporer)
- in Jugoslavia (Crne mamuze)
- in Portogallo (Esporas Negras)
- in Spagna (Espuelas negras)
- in Francia (Les éperons noirs)
- in Belgio (Les eperons noirs)
- in Grecia (Mavra spirounia)
- in Brasile (O Pistoleiro de Esporas Negras)
- in Italia (Lo sperone nero)

## Critica
Secondo Leonard Maltin il film è un "western ordinario con un cast di star dell'epoca".

## Promozione
La tagline è: "Bounty Hunter-Law Abiding Killer!".